# Internationaux de Tennis de Vendée 2021
L'Internationaux de Tennis de Vendée 2021 è stato un torneo maschile tennis professionistico. È stata l'8ª edizione del torneo, facente parte della categoria Challenger 90 nell'ambito dell'ATP Challenger Tour 2021, con un montepremi di 66 640 €. Si è svolto dal 4 al 10 ottobre 2021 sui campi in cemento del Vendéspace di Mouilleron-le-Captif, in Francia.

## Partecipanti

### Teste di serie
| Nazionalità | Giocatore             | Ranking* | Testa di serie |
| ----------- | --------------------- | -------- | -------------- |
| Francia     | Benjamin Bonzi        | 64       | 1              |
| Rep. Ceca   | Jiří Veselý           | 86       | 2              |
| Germania    | Peter Gojowczyk       | 87       | 3              |
| Italia      | Andreas Seppi         | 95       | 4              |
| Francia     | Gilles Simon          | 99       | 5              |
| Francia     | Pierre-Hugues Herbert | 100      | 6              |
| Lituania    | Ričardas Berankis     | 106      | 7              |
| Slovacchia  | Norbert Gombos        | 114      | 8              |

* Ranking al 27 settembre 2021.

### Altri partecipanti
I seguenti giocatori hanno ricevuto una wild card per il tabellone principale:
- Arthur Fils
- Kyrian Jacquet
- Harold Mayot

I seguenti giocatori sono entrati in tabellone come alternate:
- Constant Lestienne

I seguenti giocatori sono passati dalle qualificazioni:
- Zizou Bergs
- Titouan Droguet
- Evgenij Karlovskij
- Mats Rosenkranz

Il seguente giocatore è entrato in tabellone come lucky loser:
- Kenny de Schepper

## Campioni

### Singolare
Jiří Veselý ha sconfitto in finale  Norbert Gombos con il punteggio di 6–4, 6–4.

### Doppio
Jonathan Eysseric /  Quentin Halys hanno sconfitto in finale  David Pel /  Aisam-ul-Haq Qureshi con il punteggio di 4–6, 7–6(5), [10–8].